# Mary Rowlandson
Mary White Rowlandson (1637 – 5 gennaio 1711) è stata una colona americana, conosciuta per aver descritto le undici settimane passate come prigioniera dei nativi americani nel libro Narrative of the Captivity and Restoration of Mrs Mary Rowlandson.

## Prigioniera
"Il dieci febbraio 1675 vennero gli Indiani in grande numero su Lancaster: il loro primo arrivo fu circa al sorgere del sole; udendo il rumore di alcune pistole guardammo fuori; diverse case stavano bruciando, e il fumo saliva al cielo".
Così inizia il resoconto dell'avventura che portò Mary Rowlandson a scoprire usi e costumi delle tribù indiane, ad assistere alla morte di numerose persone a lei care, a ricercare in Dio il conforto, e infine pure il motivo per quello che le accadde.

## Stile

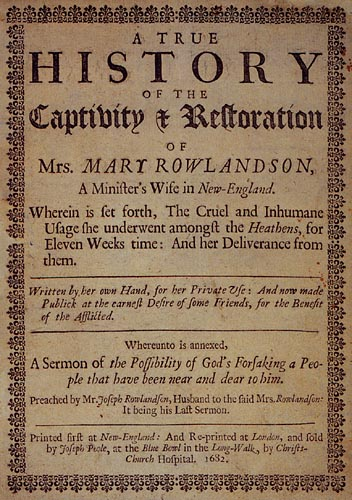
Frontespizio del libro Narrative of the Captivity and Restoration of Mrs Mary Rowlandson

La rigida mentalità puritana dell'epoca vedeva ancora nei nativi americani dei selvaggi non graziati da Dio. Nel suo resoconto Mary Rowlandson ne parla come di bestie o di esseri senza anima. Minima è l'attenzione per il paesaggio. Tutta la vicenda riguarda soltanto la rapita, altri uomini prigionieri, alcuni capi indiani e Dio, il grande "interlocutore" della scrittrice.